# Масада (група)
Масада (Masada) е джаз квартет, ръководен от американския саксофонист и композитор Джон Зорн.

## Дискография
- Alef (1994)
- Beit (1994)
- Gimel (1994)
- Dalet (1995) EP
- Hei (1995)
- Vav (1995)
- Zayin (1996)
- Het (1997)
- Tet (1998)
- Yod (1998)
- Live in Taipei 1995 (1998)
- Live in Jerusalem 1994 (1999) 2CD
- Live in Middelheim 1999 (1999)
- Live in Sevilla 2000 (2000)
- Live at Tonic 2001 (2001)
- First Live 1993 (2002)
- 50th Birthday Celebration Volume 7 (2004)
- Sanhedrin 1994-1997 (2005) 2CD